# David Sultan

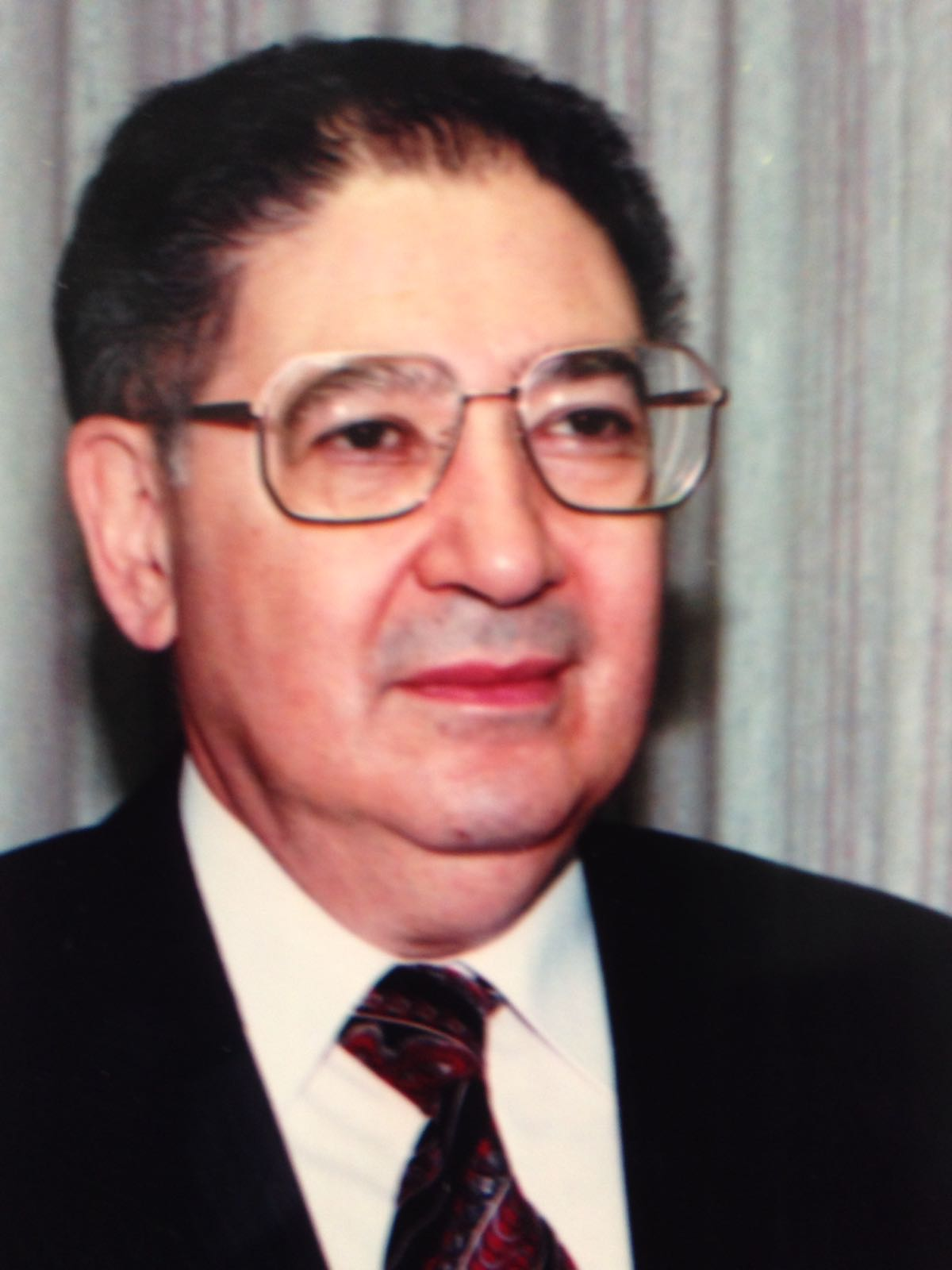
David Sultan, 1999

David Sultan (hebräisch דוד סולטן; * 1938 in Kairo, Ägypten) ist ein israelischer Diplomat.
Sultan wurde 1938 in Kairo geboren und emigrierte 1949 nach Israel. Dort studierte er an der Hebräischen Universität in Jerusalem. Nach Beendigung seines Studiums begann er 1964 für das israelische Außenministerium zu arbeiten. Während seiner diplomatischen Karriere war er unter anderem von 1992 bis 1996 Botschafter in Ägypten, wurde dann von 1996 bis 2000 israelischer Botschafter in Kanada sowie danach Botschafter in der Türkei.